# Alaa el-Din el-Ashry
Pour les articles homonymes, voir El-Din.
Alaa el-Din Mohamed el-Ashry (né le 6 janvier 1991 à Gizeh) est un athlète égyptien, spécialiste du lancer de marteau.

## Carrière
Son record personnel était, avec le marteau de 6 kg, de 75,51 m obtenu au Caire le 6 mai 2010. Peu après, il remporte la médaille de bronze aux Championnats du monde junior à Moncton. Il avait participé deux ans auparavant aux mondiaux de Bydgoszcz avec 69,19 m et avait été finaliste (10e) aux mondiaux jeunesse à Ostrava avec 70,14 m (marteau de 5 kg).
Avec le marteau sénior, il détient un record de 73,60 m obtenu au Caire en avril 2013, record qu'il porte à 75,41 m dans la même ville le 29 octobre 2015.

## Palmarès
| Date | Compétition                         | Lieu         | Résultat | Marque  |
| ---- | ----------------------------------- | ------------ | -------- | ------- |
| 2011 | Championnats panarabes              | Al-Aïn       | 2e       | 73,83 m |
| 2013 | Championnats panarabes              | Doha         | 3e       | 72,92 m |
| 2015 | Championnats panarabes              | Madinat 'Isa | 3e       | 72,26 m |
| 2019 | Championnats panarabes              | Le Caire     | 2e       | 72,69 m |
| 2019 | Jeux africains                      | Rabat        | 2e       | 72,04 m |
| 2022 | Championnats d'Afrique d'athlétisme | Saint-Pierre | 3e       | 68,24 m |

## Records
| Épreuve | Marque  | Lieu     | Date            |
| ------- | ------- | -------- | --------------- |
| Marteau | 75,41 m | Le Caire | 29 octobre 2015 |